# Бупар
Бупар (др.-греч. Βουπάρης) — персидский аристократ, начальник вавилонского контингента на стороне персов при Гавгамелах в 331 году до н. э., возможно сатрап Вавилонии.
О Бупаре известно только из сообщения Арриана. В «Анабасисе Александра» говорится, что он начальствовал над вавилонским контингентом на стороне персов при Гавгамелах в 331 году до н. э. По мнению П. Бриана, Бупар мог возглавлять сатрапию Вавилонию. Отсутствие дальнейшего упоминания его имени в исторических источниках может быть связано с тем, что во время сражения Бупар был убит, после чего на его место назначили Мазея. В. Хеккель отметил, что ни факт возможной гибели Бупара, ни его низложения не объясняет того, почему о Бупаре не говорится при описании сцены сдачи Вавилона македонянам.